# Ашура
Ашура је модел иранског балистичке ракете средњег домета. У новембру 2007. ирански министар одбране Мустафа Мухамед Наџар објавио је како је Иран конструисао ракету Ашура, нови балистички пројектил домета 2000km. Наџар је изјавио: "Исламска Република Иран нема намеру да напада нии једну земљу, нити ће то икад учинити. Но ако неко покуша да напдне и Иран, узврати ћемо свом војном силом коју посједујемо". Он овом приликом није прецизирао на који се начин нови пројектил разликује од Шахаба-3, који има домет од 2100 km.
Приликом окупњања паравојске Басиџ на војним вежбама које су одржаване исте недње, Наџар је изјавио: "Изградња ракете Ашура домета 2000 км представља велики успјех за иранску обрамбену индустрију".
Према изворима недељникаJane's Defence Weekly, ракета Ашура представља важан пробој за иранску балистичку технологију јер се ради о првом двостепенојбалистичкој ракети на чврсто гориво, за разлику од дотадашњих модела Шахаба на течно погонско гориво. Нови састав погонског горива скраћује време припреме пројекила што утиче на повећање прецизности у ратним ситуацијама. Недељник наводи како је развој пројектила паралелан пакистанском програму Шахен-II, иако нема доказа да су Иранци с Пакистанцима или другим земљама вршили размену технологије. Балистичка ракета Ашуру развила је Индустријска Група Шахид Багери (СБИГ) под Индустријском групом Санам (одељење 140), који су до иранске Организације за обрамбену индустрију.

## Везе
- Оружане снаге Ирана
- Шахаб-3
- Фаџр-3
- Гадр-110
- Сајџил